# Valdejalón
Valdejalón (Val de Xalón o Xalón Meyo, en aragonès) és una de les comarques de l'Aragó.
Compta amb els següents municipis:Almonacid de la Sierra, La Almunia de Doña Godina, Alpartir, Bardallur, Calatorao, Chodes, Épila, Lucena de Jalón, Lumpiaque, Morata de Jalón, La Muela, Plasencia de Jalón, Ricla, Rueda de Jalón, Salillas de Jalón, Santa Cruz de Grío i Urrea de Jalón.